# Zylindermenge
Eine Zylindermenge, manchmal auch Randereignisse genannt, ist eine spezielle Menge, die in der Maßtheorie, einem Teilgebiet der Mathematik verwendet wird. Ein Spezialfall einer Zylindermenge ist ein Rechteckszylinder. Systeme von Zylindermengen werden verwendet, um Produkt-σ-Algebren zu definieren, die wiederum die Basis für die Definition von Produktmaßen und Produktmodelle bilden.

## Definition
Gegeben sei eine beliebige Indexmenge {\displaystyle I}, eine Grundmenge als kartesisches Produkt
{\displaystyle \Omega :=\prod _{i\in I}\Omega _{i},}
sowie für eine Teilmenge {\displaystyle J\subset I} die kanonische Projektion
{\displaystyle \pi _{J}:\Omega \to \prod _{i\in J}\Omega _{i},\quad \pi _{J}(\omega )=\omega |_{J}},
wobei {\displaystyle \omega |_{J}} die Einschränkung auf die Komponenten in {\displaystyle J} bezeichnet.
Dann heißt eine Menge der Form
{\displaystyle \pi _{J}^{-1}(M)\subset \Omega {\text{ für }}M\subseteq \Omega _{J}:=\prod _{i\in J}\Omega _{i}}
eine Zylindermenge mit Basis {\displaystyle J}.

### Erläuterungen
Eine Zylindermenge ist folglich von der Form
{\displaystyle \{\omega :\pi _{J}(\omega )\in M\}\subset \Omega }
für {\displaystyle M\subseteq \Omega _{J}}.
Insbesondere wenn {\displaystyle \pi _{J}(\omega )=(\pi _{j_{1}}(\omega ),\dots ,\pi _{j_{n}}(\omega ))}, dann ist die Menge von der Form
{\displaystyle \{\omega :(\pi _{j_{1}}(\omega ),\dots ,\pi _{j_{n}}(\omega ))\in M\}}
und wird häufig abgekürzt als {\displaystyle Z_{\pi _{j_{1}},\dots ,\pi _{j_{n}},M}}.

## Abgeleitete Begriffsbildungen

### System der Zylindermengen
Ist auf der Menge {\displaystyle \Omega _{J}} eine σ-Algebra {\displaystyle {\mathcal {A}}_{J}} gegeben, so nennt man das Mengensystem
{\displaystyle {\mathcal {Z}}_{J}:=\{\pi _{J}^{-1}(A_{J})\,|\,A_{J}\in {\mathcal {A}}_{J}\}}
das Mengensystem der Zylindermengen.

### Rechteckszylinder
Lässt sich ein Element der σ-Algebra {\displaystyle {\mathcal {A}}_{J}} als kartesisches Produkt von Mengen aus den σ-Algebren {\displaystyle {\mathcal {A}}_{j}} auf {\displaystyle \Omega _{i}} schreiben, also
{\displaystyle A_{J}=\prod _{i\in J}A_{i}{\text{ für }}A_{i}\in {\mathcal {A}}_{i}},
so nennt man {\displaystyle A_{J}} einen Rechteckszylinder mit Basis {\displaystyle J}. Man definiert dann
{\displaystyle {\mathcal {Z}}_{J}^{R}:=\{\pi _{J}^{-1}(A_{J})\,|\,A_{J}{\text{ ist Rechteckszylinder}}\}}
als Mengensystem aller Rechteckszylinder.

## Eigenschaften
Definiert man das Mengensystem
{\displaystyle {\mathcal {Z}}:=\bigcup _{J\subseteq I \atop J{\text{ endlich}}}{\mathcal {Z}}_{J}},
so ist dies ein Erzeuger der Produkt-σ-Algebra der {\displaystyle {\mathcal {A}}_{i}}, es ist also
{\displaystyle \bigotimes _{i\in I}{\mathcal {A}}_{i}=\sigma ({\mathcal {Z}})}.
Ebenso ist das Mengensystem, das bei der Vereinigung aller endlichen Rechteckszylinder entsteht,
{\displaystyle {\mathcal {Z}}^{R}:=\bigcup _{J\subseteq I \atop J{\text{ endlich}}}{\mathcal {Z}}_{J}^{R}}
ein Erzeuger der Produkt-σ-Algebra der {\displaystyle {\mathcal {A}}_{i}}, es ist also
{\displaystyle \bigotimes _{i\in I}{\mathcal {A}}_{i}=\sigma ({\mathcal {Z}}^{R})}.